# Бари-Центральный (FT)
Станция Бари-Центральный (FT) (итал. Bari Centrale (FT)) — железнодорожная станция Бари. Управляется компанией  Ferrotramviaria (FT). Является конечной для маршрутов, обслуживаемых FT — городской железной дороги Бари и линии в Барлетту.

## Расположение
Станция расположена в историческом центре Бари в районе Мурат, с западной стороны площади Альдо Моро.
Находится между двумя другими станциями, также называющимися «Бари-Центральный».
Южнее Бари-Центральный (FT) находится главная железнодорожная станция города Бари-Центральный.
К северу от Бари-Центральный (FT) расположена станция Бари-Центральный линии Апулия — Лукания.

## История
В 1957 году Ferrotramviaria, совместно с Ferrovie dello Stato Italiane, представила в Высший совет общественных работ Италии проект железнодорожной линии из Бари в Барлетту, предусматривавший строительство для линии обособленной головной станции, которую предлагалось разместить на площади, которая в настоящее время носит имя Альдо Моро.
В 1958 году проект был одобрен, работы начались в 1960 году. Уже в октябре следующего года работы по укладке станционных путей были практически завершены, построены были также пассажирские платформы с навесами. В 1963 году было завершено строительство станционных зданий как для обслуживания пассажиров, так и для управления станцией. Движение поездов по станции началось в 1965 году.
C самого начала станция имела три пути, но только два из них были оборудованы боковыми пассажирскими платформами. Третий путь, расположенный посредине, платформ не имел и предназначался для отстоя и технического обслуживания поездов. Однако в 2008 году, в преддверии запуска городской железной дороги Бари, головной станцией которой должна была стать также Бари-Центральный (FT), станция была перестроена, третий путь стал также пассажирским, для чего была построена новая островная платформа.

## Обслуживаемые направления и маршруты
Станция Бари-Центральный (FT) является начальной для региональных поездов линии Бари — Барлетта, по которой следуют два маршрута до Барлетты: FR1 через станцию Бари-Макье и FR2через аэропорт Бари Палезе.
Также станция является начальной для поездов Городской железной дороги Бари маршрутоа FM1 до Модуньо и FM2 до Битонто — городов в провинции Бари, пригородов Бари.

## Галерея

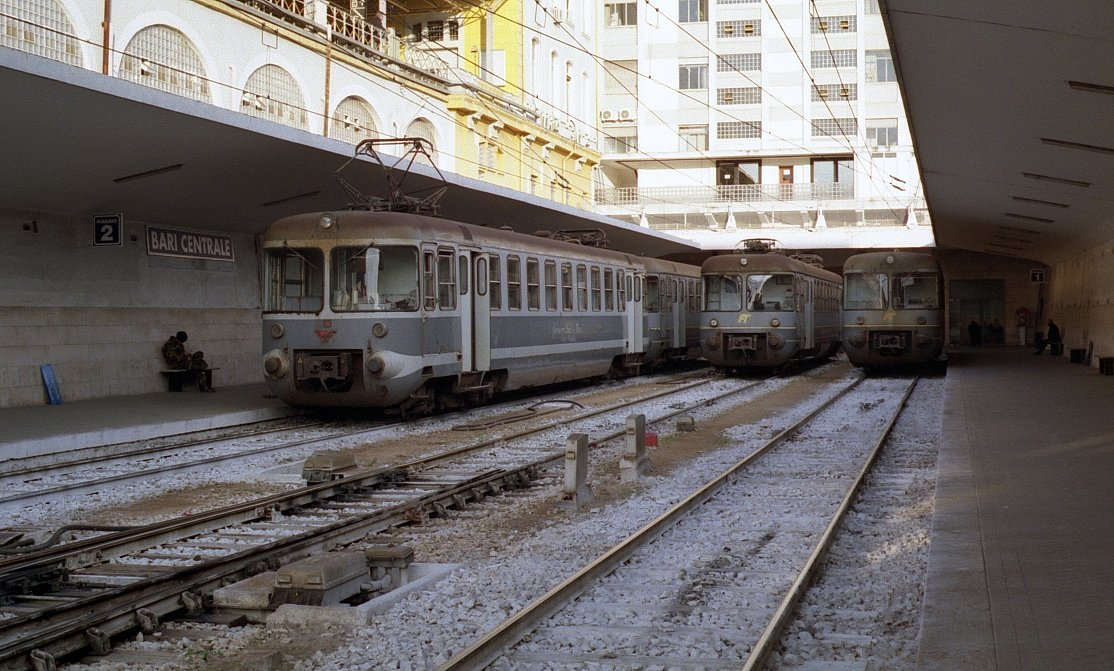
Станция Бари-Центральный (FT) в 2002 году, до реконструкции. Только боковые платформы.
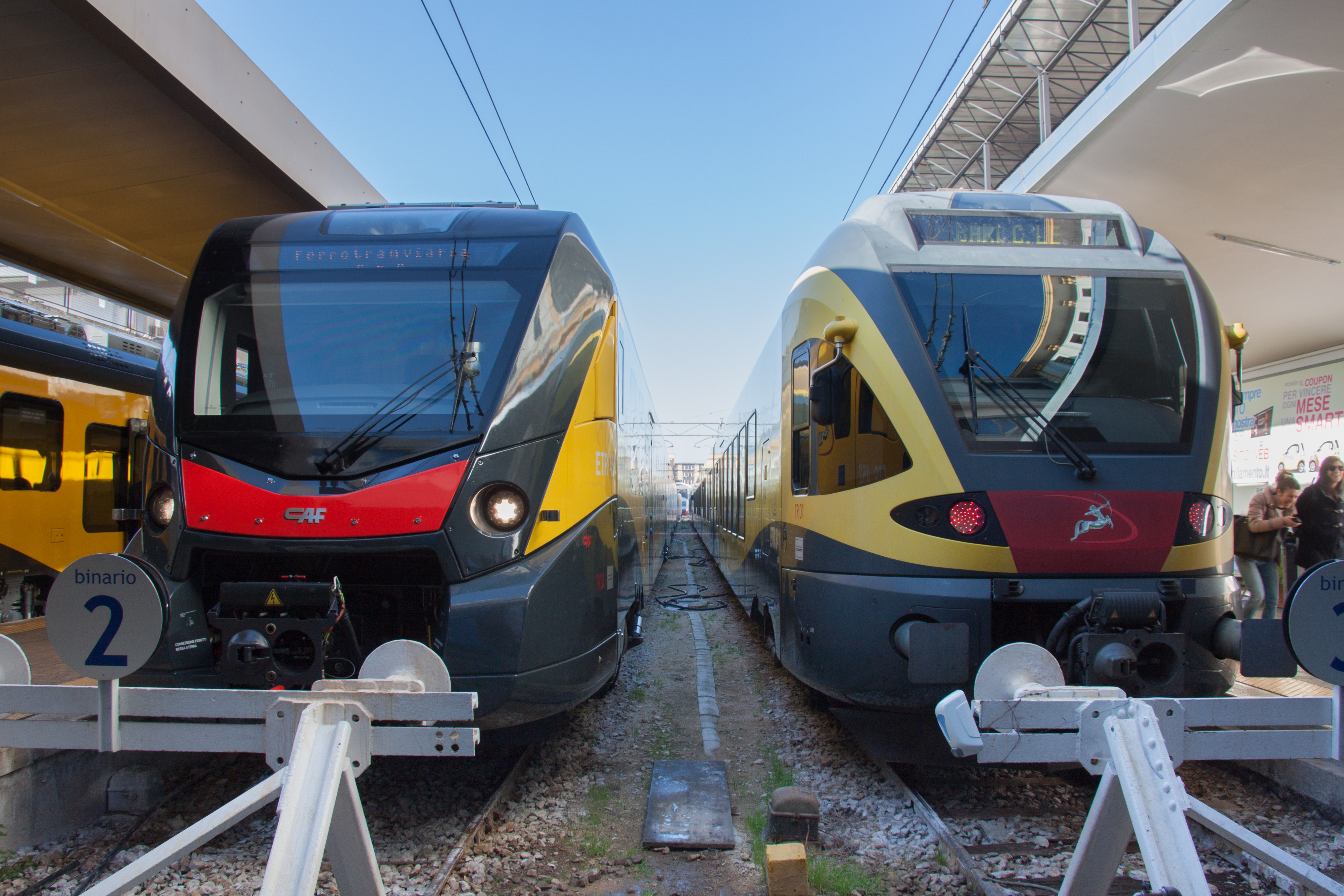
Станция Бари-Центральный (FT) после реконструкции
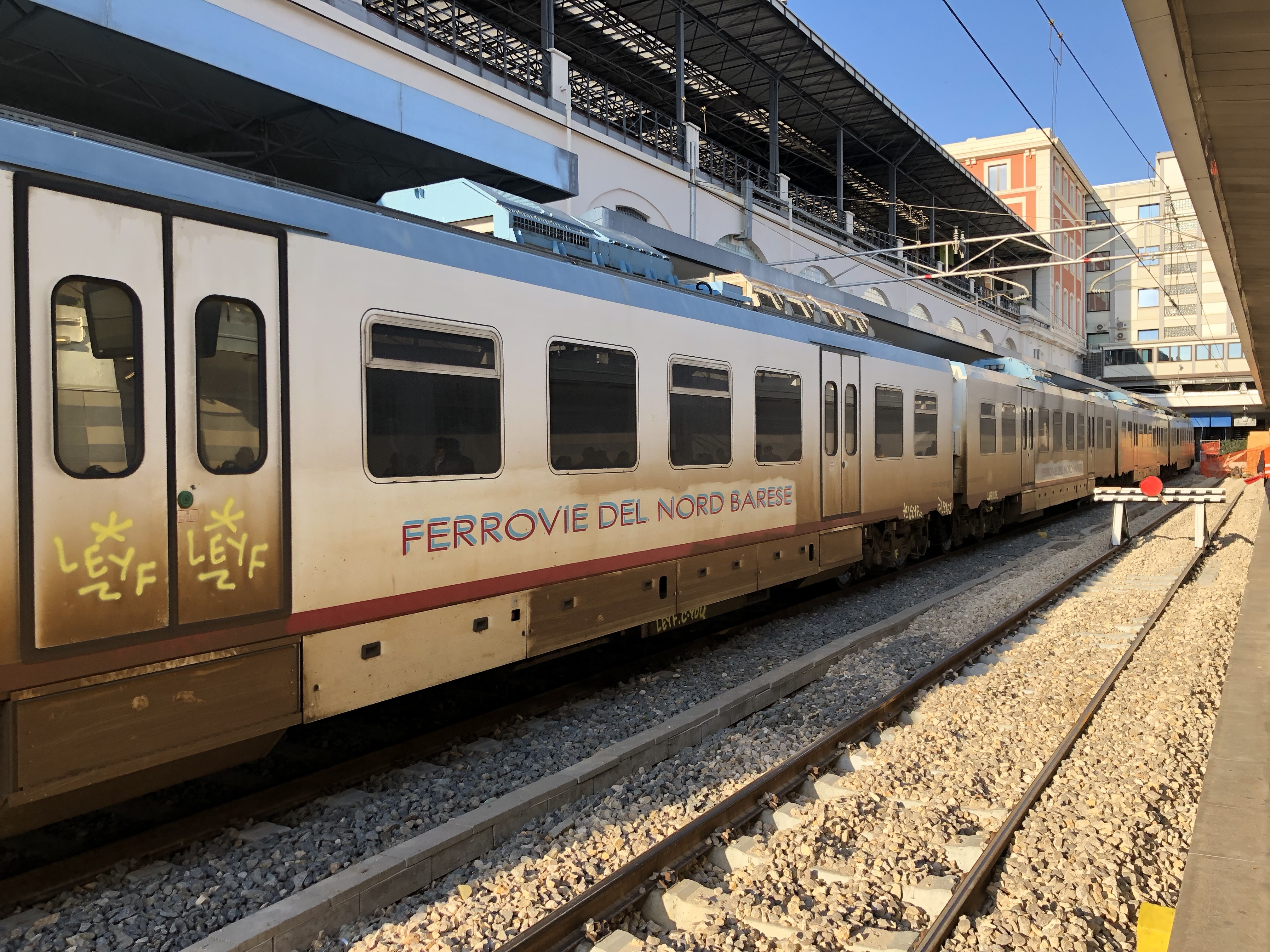
Поезд городской железной дороги Бари[итал.] на станции Бари-Центральный (FT)
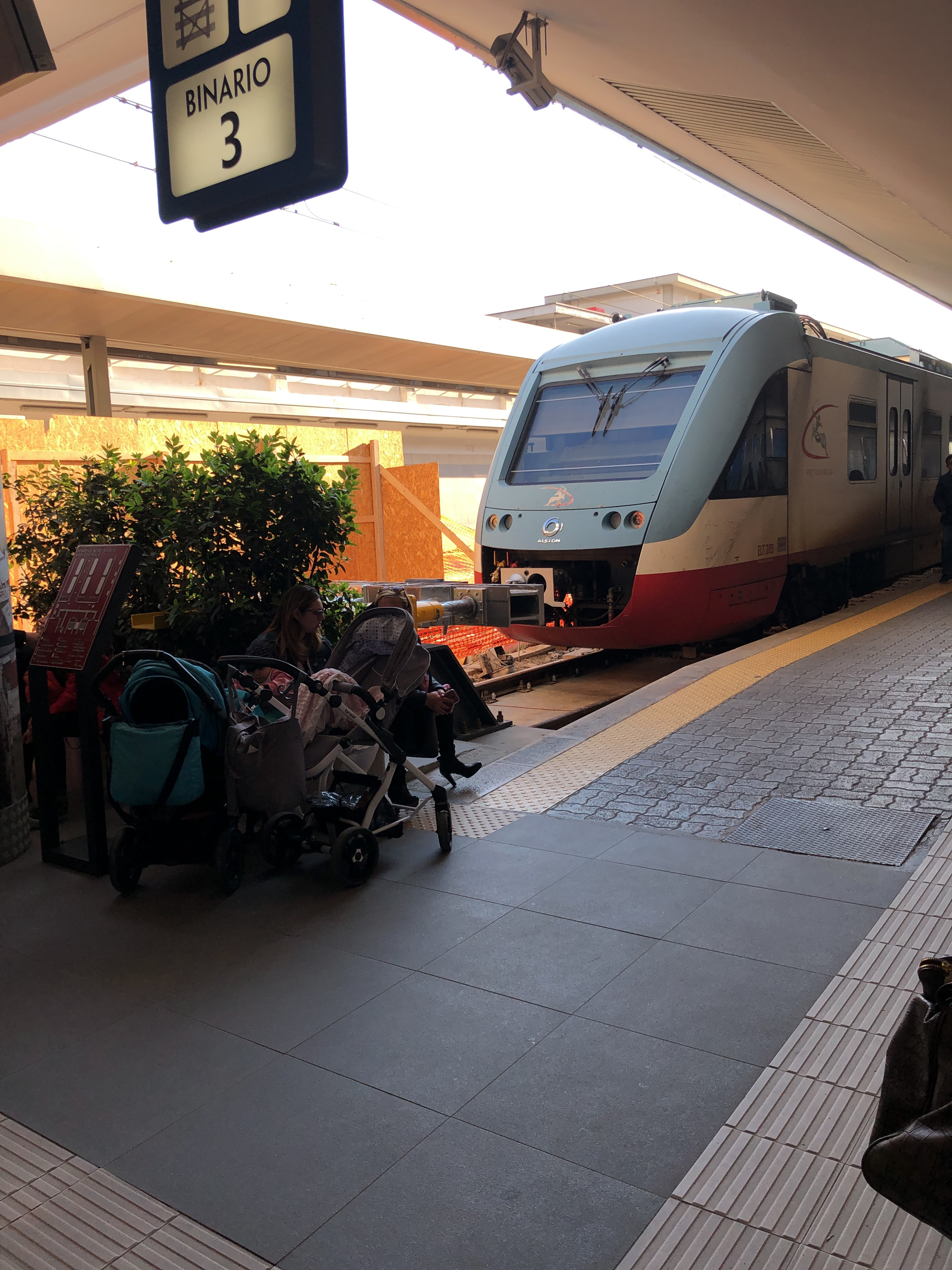
Новая платформа №3
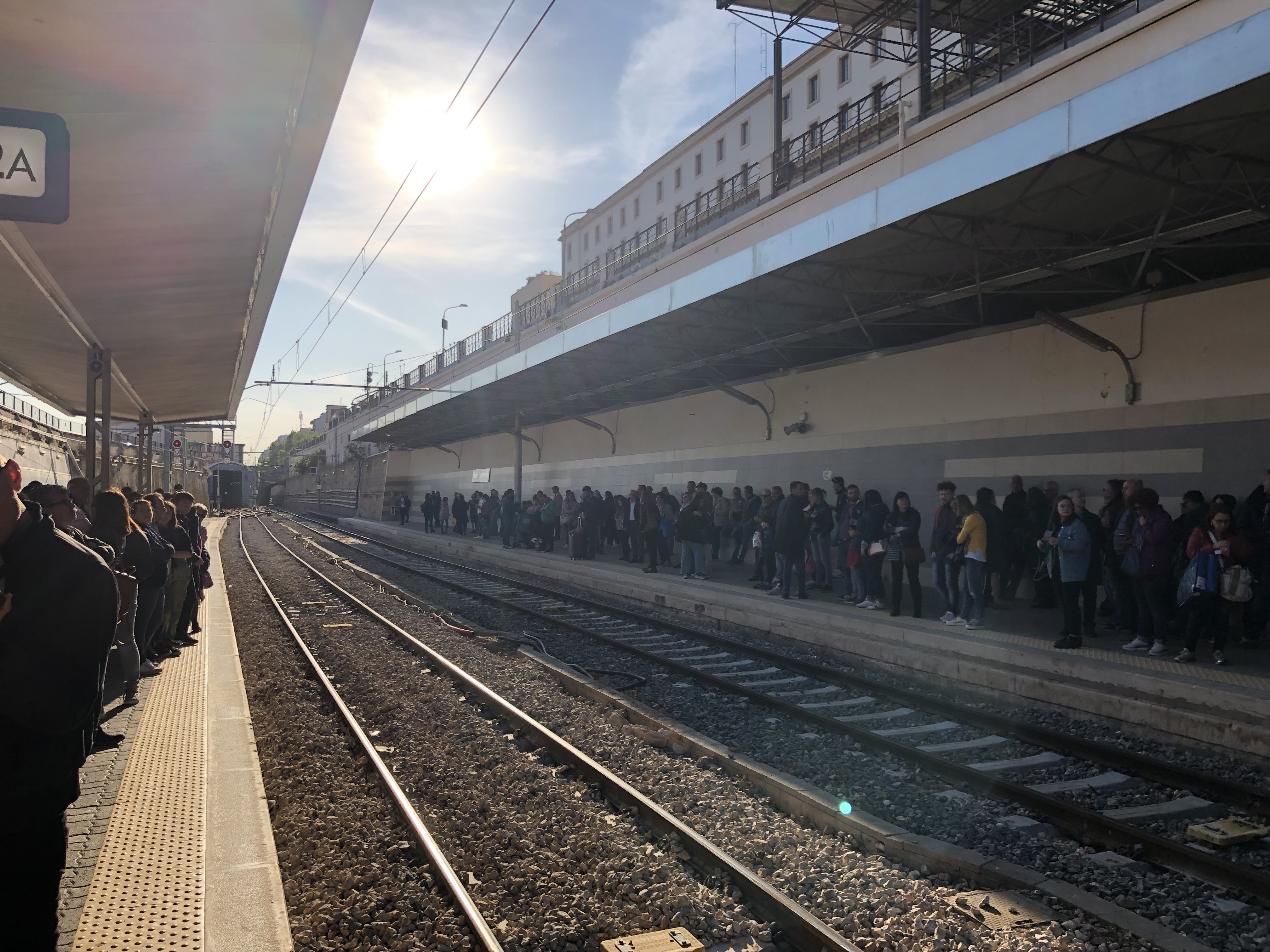
Станция в преддверии празднования Перенесения мощей святителя Николая в Бари